# Квара (Ређо Емилија)
Квара је насеље у Италији у округу Ређо Емилија, региону Емилија-Ромања.
Према процени из 2011. у насељу је живело 149 становника. Насеље се налази на надморској висини од 721 м.